# Evolucionizam
Evolucionizam je termin koji se koristi (često pogrdno) kada se spominje Teorija o evoluciji. Značenje naziva se mijenjalo tijekom vremena kako je proučavanje evolucije napredovalo. U 19. stoljeću koristio se za opisivanje vjerovanja da su se organizmi promišljeno i namjerno poboljšavali kroz urođenu tendenciju ka progresivnim nasljednim promjenama (ortogeneza). Takvo teleološko vjerovanje je uključivalo i kulturnu i društvenu evoluciju. U 1970-ima pojam neoevolucionizam korišten je za opisivanje ideje "da su ljudska bića nastojala sačuvati poznati stil života, osim ako im promjene nisu nametnuli čimbenici koji su bili izvan njihove kontrole".
Izraz evolucionizam najčešće koriste kreacionisti i drugi vjerski fundamentalisti za opisivanje podrške znanstvenom konsenzusu oko Teorije o evoluciji kao ekvivalentu sekularne religije. Izraz se vrlo rijetko koristi u znanstvenoj zajednici jer je znanstveni stav o evoluciji podržan od strane ogromne većine znanstvenika. Budući da je evolucijska biologija općeprihvaćeni znanstveni stav, s pravom se pretpostavlja da su svi "znanstvenici" ili "biolozi" ujedno i "evolucionisti", osim ako nije drugačije navedeno. Unutar kontroverzne debate između kreacionista i znanstvenika o evoluciji, odnosno prirodi i načinu postanka vrsta kreacionisti često one koji prihvaćaju valjanost moderne sintetske teorije evolucije nazivaju "evolucionistima", a samu teoriju "evolucionizmom".

## Teleološka upotreba iz 19. stoljeća
Prije njegove upotrebe za opisivanje biološke evolucije, pojam "evolucija" izvorno se koristio za označavanje bilo kojeg uređenog slijeda događaja s ishodom nekako sadržanim na početku. U prvih pet izdanja Darwinove knjige Podrijetlo vrsta sam Darwin je koristio riječ "evoluirati", a riječ "evolucija" počeo je koristiti tek u šestom izdanju iz 1872. Do tada je Herbert Spencer već razvio konceptualnu teoriju kako organizmi samostalno nastoje evoluirati zahvaljujući unutarnjoj "pokretačkoj sili" (ortogenezi). 1862. Edward B. Tylor i Lewis H. Morgan uveli su pojam "evolucija" u antropologiju premda su težili starijoj, predspencerovskoj definiciji pomažući u oblikovanju koncepta unilinealne (socijalne) evolucije korištene tijekom kasnijeg perioda onoga što Trigger naziva razdoblje antikvarijanističko-imperijalne sinteze (cca. 1770 - cca. 1900). Pojam evolucionizam naknadno se počeo upotrebljavati za sada diskreditiranu teoriju da evolucija sadrži namjernu komponentu, a ne odabir korisnih svojstava iz slučajnih varijacija diferencijalnim preživljavanjem.

## Moderna upotreba od strane vjerskih fundamentalista
Unutar znanstvene zajednice pojam evolucija koristi se redovno, dok se pojam evolucionizam uopće ne koristi kada se govori o evolucijskoj biologiji jer je suvišan i zastario. Međutim, taj pojam jako puno koriste kreacionisti i drugi verski fundamentalisti u kontroveznim raspravama o kreaciji i evoluciji. Na primjer, vjerska organizacija Institute for Creation Research, kreacionistički apologetski institut iz Dallasa u Texasu, SAD, kako bi implicirao smještanje evolucije u kategoriju 'religija', uključujući ateizam, fašizam, humanizam i okultizam, obično koristi riječi evolucionizam i evolucionist za opisivanje znanstvenog konsenzusa o toj tematici i znanstvenika koji ga podržavaju te na taj način, kroz jezik, impliciraju da je to pitanje zapravo stvar vjerskog i osobnog uvjerenja. BioLogos Foundation, vjerska organizacija i zaklada koja promiče ideju teističke evolucije, koristi izraz "evolucionizam" da bi opisala "ateistički svjetonazor koji tako često prati prihvaćanje biološke evolucije u javnom diskursu" i gleda na njega kao na podskup scijentizma.